# Directe digitale synthese

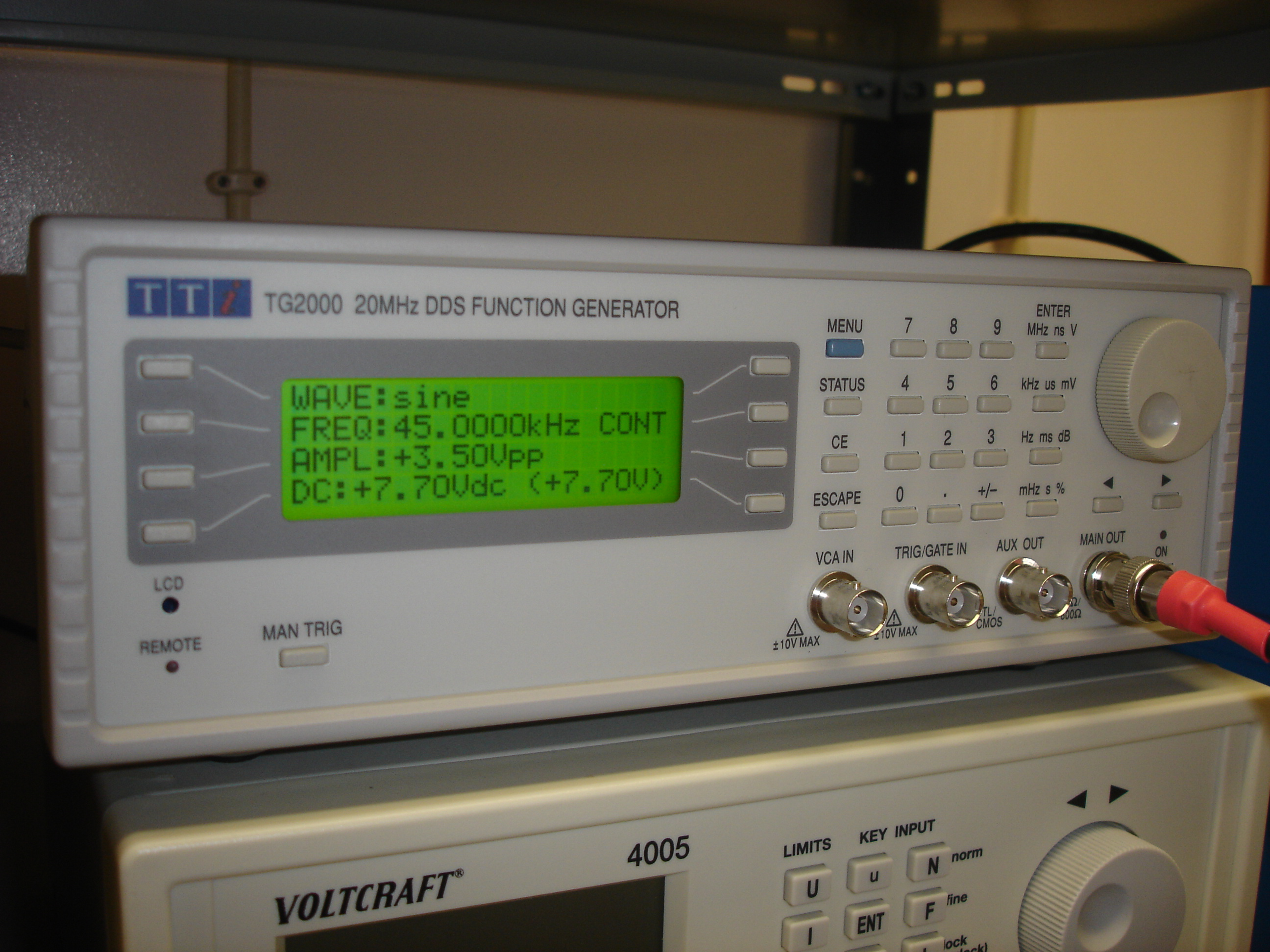
Een signaalgenerator op basis van DDS

Directe Digitale Synthese (DDS) is het op digitale wijze opwekken van analoge signalen. Een algoritme, dat vaak gedeeltelijk in hardware wordt geïmplementeerd, levert signaalwaarden welke met een DA-converter en filtering worden omgezet in een analoog signaal. Op deze wijze kunnen signalen met willekeurige golfvormen worden verkregen. In vergelijking met de PLL-techniek is de faseruis bij DDS gering.

## Principe
Een digitale tabel, met voor iedere fase de bij de betreffende golfvorm behorende momentele amplitude, wordt met de frequentie van een vaste referentieklok uitgelezen. De uitgangswaarde wordt door een DA-converter omgezet in een spanning. De startfase wordt tijdens een reset in het register geladen. Daarna wordt iedere klokcyclus een vooraf berekende waarde bij deze fase opgeteld. Deze fasestappen worden berekend door de gewenste frequentie en de frequentie van de referentieklok op elkaar te delen en de uitkomst ervan te vermenigvuldigen het aantal fasestappen in de tabel (ervan uitgaande dat de complete cyclus in de tabel staat). 
Real-time frequentiemodulatie (FSK) is eenvoudig te implementeren door met een binaire ingang een keuze te maken uit twee voorgeprogrammeerde fasestappen.

## Toepassing
In essentie wordt directe digitale synthese op vele plaatsen gebruikt, zo maken en bewerken de meeste keyboards en synthesizers tegenwoordig met behulp van digitale signaal processoren hun geluiden in het digitale domein. Het uiteindelijke geluid wordt pas op het laatste moment in het analoge domein gebracht zodat het invloedsgebied voor storingen zo klein mogelijk blijft.
In naam wordt DDS gebruikt voor de synthese van hoogfrequent sinussignalen door middel van speciale syntesizercircuits. Deze synthesizers kunnen worden bestuurd door microcontrollers en -processoren via bijvoorbeeld de I²C-bus of SPI. Speciale versies van deze synthesizers kunnen kwadratuursignalen leveren. Deze vorm van synthese vindt toepassing in bijvoorbeeld digitale ontvangers en spectrumanalyzers.